# Ämån

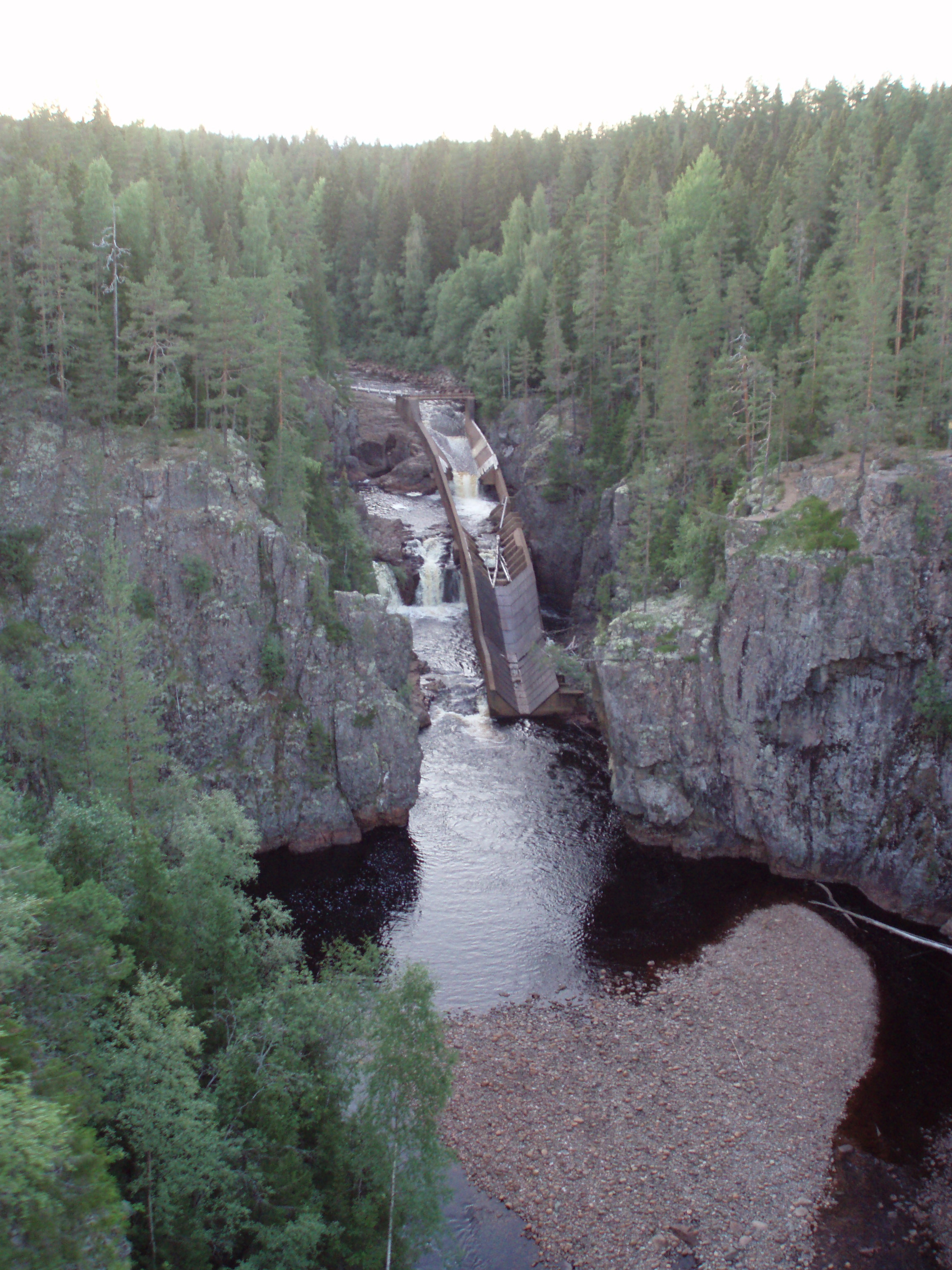
Storstupet sett från Inlandsbanans bro. Till höger i fallet syns resterna av en flottningsränna.

Ämån är ett vattendrag med en total längd på 62 km till större delen belägen inom Orsa kommun, Dalarna. Totalt avrinningsområde 331 km². Ån börjar vid Ämåsjön (521 m ö.h.) och flyter huvudsakligen åt sydost. Ämån, som mynnar ut i Oreälven några kilometer väster om Skattungbyn, består till stor del av forsar och fall av olika storlekar. Den mellersta delen av vattendraget är en djup kanjondal som skapades under den senaste istidens avsmältningsskede. Här finns de storslagna Helvetesfallet och Storstupet. Vid det sistnämnda fallet passerar Inlandsbanan över en 34 meter hög järnvägsbro. Denna uppfördes 1903 efter konstruktion av Axel Björkman och är den första svenska bågbron av järn för järnväg.
Ämån har, trots att den är påverkad av vattenreglering och har flottledsrensats, ett rikt växt- och djurliv. Bland annat finns här öring, harr, abborre, bäckröding, elritsa och stensimpa. Av flottningen, som upphörde 1970, finns lämningar bland annat i form av flottningsrännor. Berggrunden utmed vattendraget består till största del av diabaser, porfyrer, porfyriter och Digerbergssandstenar.